# Kučín (Prešov)
|  | No s'ha de confondre amb Kučín (Bardejov). |

Kučín és un poble i municipi d'Eslovàquia. Es troba a la regió de Prešov, al nord del país.

## Història
La primera referència escrita de la vila data del 1335.

## Demografia
| Godina             | 1994 | 2004    | 2014   | 2024   |
| ------------------ | ---- | ------- | ------ | ------ |
| Nombre de persones | 399  | 493     | 525    | 536    |
| Diferència         |      | +23,55% | +6,49% | +2,09% |

| Godina             | 2023 | 2024   |
| ------------------ | ---- | ------ |
| Nombre de persones | 539  | 536    |
| Diferència         |      | −0,55% |